# PGC 15
PGC 15 je spiralna galaksija v ozvezdju Rib. Njen navidezni sij je 15,49m. Od Sonca je oddaljena približno 154 milijonov parsekov, oziroma 502,28 milijonov svetlobnih let.